# Васальо, Диего
Дие́го Васа́льо (исп. Diego Vasallo; род. 2 апреля 1966, Сан-Себастьян, Страна Басков) — испанский певец, автор песен, музыкант, поэт, художник. Ещё в школьное время был участником группы Los Dalton. В 1984 году он познакомился с Mikel Erentxun, с которым вместе они основали новую группу Duncan Dhu. В 1985 году они подписывают свой первый контракт и выходит их дебютный альбом «Por tierras escocesas». С Duncan Dhu они выпустили до 2017 года 12 альбомов, которые превратили группу в одну из самых влиятельных в истории испанской музыки.
В 1991 году Диего Васальо, параллельно работе в Duncan Dhu, записывает первый альбом своего сольного проекта Cabaret Pop, с одноимённым названием. По стилю этот диск отличается от рокабилли Duncan Dhu, он более танцевальный с элементами фанка, техно и соула. На этой пластинке выделяются такие песни как «Cabaret Pop», «Adictos al amor», «Jimmy se va», «Nadie» и в целом она получилась довольно цельной.
В том же году Диего возвращается к работе в Duncan Dhu и записывает в составе группы альбом «Supernova». В 1992 Диего и Микель продолжают писать песни к следующему совместному альбому, параллельно у Cabaret Pop выходит альбом «Realidad virtual de Rock’n’roll». Именно на этом диске вышли такие песни как: «En el peine de los vientos», «Rastros de ti», «Amiga carnal», «Secreto Placer», и, конечно, «Juegos de amor».
В 1994, будучи в туре с Duncan Dhu, Диего пишет песни для следующего сольного альбома. Теперь его проект называется Diego Vasallo y Cabaret Pop и диск, в стиле популярной музыки с элементами соула, носит одноимённое название. Особо запоминаются такие темы как: «Miramar», «Verano», «Poemas Rotos» и «Polaroids», которая вышла отдельным синглом.
В 1997 Диего оставляет позади Cabaret Pop и выпускает удачный, легкий для прослушивания, акустический альбом «Criaturas», обложку для которого нарисовал сам. В записи диска участвуют Carlos Subijana, Cristina Lliso, Carlos Escribano, а также музыканты, с которыми Диего работал над предыдущими альбомами: Luis Lozano, Joserra Semperena, Marcelo Fuentes o Michel Longaron. На этом диске особо запоминаются такие песни как: «Criaturas Salvajes», «Diez Años», «Los Ojos Mojados», «Como La Garganta Del Caimán».
Следующий диск, под названием «Canciones de amor desafinado», который многими признаётся самым удачным за карьеру музыканта, вышел в 2000 году. В записи принимали участие Suso Saiz и José María Rosillo, Joxan Goikoetxea (аккордеон), Javier Álvarez, Luis Eduardo Aute. На этом диске уже заметны первые изменения в голосе исполнителя. Duncan Dhu в это время записывают альбом «Crepúsculo», но даже не дают концертов после его выхода. Группа приостановила свою творческую деятельность из-за занятости Диего и Микеля своими сольными карьерами.
В 2003 в сотрудничестве с Suso Saiz Диего представил необычную работу «Cuaderno de Pétalos de Elefante» — книгу-диск со стихотворениями и рисунками, накопившимися за несколько предыдущих лет. В этом проекте также приняли участие Joserra Semperena, David Gwynn, Ana Laan, Mathew Simon. Jose Mª Rosillo. «Donde duermen (los caballos salvajes)», «Todo lo que nadie quiere» и «Sombras» — песни, наиболее запоминающиеся слушателям этого альбома.
Диски Диего с каждым разом становятся все более мрачными и тёмными, при этом всё более личными.
В апреле 2005 года, снова при поддержке Suso Saiz в свет выходит «Los abismos cotidianos». В этом альбоме чувствуется влияние французского шансона и португальского фаду, что в сочетании с продолжающим садиться голосом Диего, воспринимается вполне органично.
В 2006 Диего публикует сразу две работы: «Las huellas borradas» — сборник лучших песен с 1997 по 2006 год и «La Máquina del Mundo» — диск-книга, основанный на мрачных текстах писателя и поэта Roger Wolfe, которые положены на музыкальную основу, похожую на интеллигентный шансон со скрипками, контрабасом, аккордеоном и клавишными.
Следующий диск вышел в 2010 году. Написанные на грустные, задумчивые стихи Диего мелодичные песни, записанные в простой аранжировке сложились в альбом под названием «Canciones en ruinas». В записи принимали участие Suso Saiz, Diego Galaz и Joserra Senperena.
В 2013 году, то, чего так долго ждали поклонники, наконец случилось. Duncan Dhu записали альбом «El Duelo». После тура в его поддержку участники снова занялись своими делами, но, периодически, выступают вместе.
В 2016 году появился диск под названием «Baladas para un autorretrato». Очень личные, иногда грустные стихи Диего положены на музыку в стиле примитивного рока и ранних работ Элвиса Пресли. Одновременно с диском вышла книга стихов Диего «Al márgen de los dias», с его же иллюстрациями. А первая книга со стихами и 33 иллюстрациями Диего Васальо «Canciones que no fueron» вышла в 2011-м году.
7 апреля 2017 года выходит переиздание «Baladas para un autorretrato» с несколькими новыми темами.
Как художник Диего Васальо устраивал свои личные выставки с 2002 по 2007 год в различных галереях Испании: «Suite de Invierno 2007», «Escritos negros», «Obra sobre papel» y «Diario de un poema»…
Также между 1999 и 2010 годами он участвовал в коллективных выставках:
2009 — Galería Arteko. Donostia-San Sebastián.
2008 — Exposición permanente Galería www.1arte.com.
2007 — AB Galeria d´Art Granollers (Barcelona) de octubre a diciembre.
2007 — La Agradecida, Galería de arte. (Barcelona). Suit de invierno .Marzo 2007.
2005 — AB Galeria d’Art Granollers (Barcelona).
2004 — Articuario. Donostia-San Sebastián.
2003 — Obra sobre papel. Galería 1arte.com. Madrid. / Pintura. Galería Eude, Barcelona. / «Escritos negros», Galería Drum. Donostia-San Sebastian. Guipúzcoa.
2002 — «Diario de un Poema», Galería Arteko", Donostia-San Sebastian. Guipúzcoa.
Exposiciones colectivas[editar]
2006. Pasajes de San Pedro. (Guipúzcoa) « DOCE CM „ Sala de Exposiciones Casa Ciriza
2004. Colección Testimonio. 03/04. Fundación la Caixa.Sala de Exposiciones, Plaza Conde de Rodezno. Pamplona.
2003.“10 X 10», Estudioarte, Casa del Este. Donostia  San Sebastian. / «Los colores de la música», Artemetro. Madrid. / «Multi espais-19», Galería AB. Granollers. / «Mercadillo de Navidad», Galería Arteko. Donostia  San Sebastian.
2002. «Caballos en el hipódromo», Galería Arteko, Donostia-San Sebastian (Guipúzcoa). / Victor Hugo Etxea, Pasajes de San Juan. / «Solsticio de invierno», Estudioarte.Casa del Este, Donostia-San Sebastian (Guipúzcoa). / «El arte está de moda», Galería Arteko. Donostia-San Sebastian (Guipúzcoa). / «Navidad», Galería Arteko, Donostia-San Sebastian (Guipúzcoa).
2001. Galería Gaspar, Rentería (Guipúzcoa). / Tres ediciones en «Exposición doce cm.», Casa de la Cultura, Pasajes de San Pedro (Guipúzcoa).
2000. «De la casa del guarda a la casa de Víctor Hugo», Víctor Hugo Etxea, Pasajes de San Juan (Guipúzcoa).
1999. Diego Vasallo y Carlos Inda."De la música al dibujo / del dibujo a la música". Víctor Hugo Etxea, Pasajes de San Juan (Guipúzcoa).